# 큰첨서
큰첨서(학명:Sorex mirabilis)는 땃쥐과에 속하는 포유류의 일종이다. 동북아시아에서 발견되는 뒤쥐류이다. 다 자란 큰첨서의 몸길이는 7.4-9.4 cm 정도이다. 한반도와 중국 북동부, 러시아 극동 산악 지대의 암반 지역 경사면에서 발견된다. 희귀종으로 상태에 대해서는 잘 알려져 있지 않다.

## 같이 보기
- 한국의 포유동물